# Hohenbergia oxoniensis
Hohenbergia oxoniensis är en gräsväxtart som beskrevs av Wilhelm Weber. Hohenbergia oxoniensis ingår i släktet Hohenbergia och familjen Bromeliaceae. Inga underarter finns listade i Catalogue of Life.